# Chiesa dei Santi Giorgio e Vittore
La chiesa dei Santi Giorgio e Vittore è un edificio religioso che si trova a Coldrerio, in Canton Ticino.

## Storia
Costruita fra il 1574 e il 1593, venne successivamente rimaneggiata a più riprese fino al XIX secolo.

## Descrizione
La chiesa si presenta con una pianta ad unica navata sovrastata da una volta a botte lunettata. Sui fianchi della navata si aprono due cappelle laterali. Nel 1767 Alessandro Valdani ha realizzato gli affreschi che ornano la cupola.